# Лучіан Філіп
Лучіан Філіп (рум. Lucian Filip, нар. 25 вересня 1990, Крайова) — румунський футболіст, захисник клубу «Стяуа».

## Клубна кар'єра
Розпочав займатись футболом в академії клубу «Крайова», з якої 2004 року перейшов в футбольну школу Георге Попеску.
2007 року підписав контракт зі «Стяуа», проте спочатку виступав здебільшого за другу команду. В першій команді дебютував 14 жовтня 2008 року в матчі 1/16 фіналу національного кубка проти «Спортула», де «Стяуа» несподівано поступилась 0:2 і вилетіла з боротьби. Майже за рік, 18 жовтня 2009 року, Філіп дебютував за основну команду і в Лізі I у виграному виїзному матчі проти «Політехніки» (Ясси) (2:0).
Проте стати основним гравцем Лучіан так і не зміг, продовжуючи виступати здебільшого за дубль, через що влітку 2010 року перейшов до «Унірі» (Урзічень), де до кіня року зіграв лише 4 матчі в чемпіонаті і повернувся до другої команди «Стяуа».
Протягом сезону 2011/12 років по півроку на правах оренди захищав кольори клубів «Снагов» та «Конкордія» (Кіажна).
Перед початком 2012/13 Філіп повернувся до «Стяуа», де зіграв у 17 матчах і виграв своє перше румунське чемпіонство. Наступного року зіграв у 12 матчах і здобув свій другий титул чемпіона. Наразі встиг відіграти за бухарестську команду 32 матчі в національному чемпіонаті.

## Виступи за збірні
2008 року дебютував у складі юнацької збірної Румунії, взяв участь у 4 іграх на юнацькому рівні, відзначившись 2 забитими голами.
Протягом 2012—2013 років залучався до складу молодіжної збірної Румунії. На молодіжному рівні зіграв у 4 офіційних матчах, забив 1 гол.

## Титули і досягнення
- Чемпіон Румунії (3):

ФКСБ: 2012-13, 2013-14, 2014-15
- Володар Суперкубка Румунії (1):

ФКСБ: 2013
- Володар Кубка Румунії (2):

ФКСБ: 2014-15, 2019–20
- Володар Кубка румунської ліги (2):

ФКСБ: 2014-15, 2015–16